# Lijst van rijksmonumenten in Delft/Koornmarkt
De Zuid-Hollandse stad Delft telt 58 inschrijvingen in het rijksmonumentenregister die zijn gelegen aan of bij de Koornmarkt. Hieronder een overzicht van deze monumenten.
| Object | Oorspronkelijke functie?  | Bouwjaar                                                            | Architect   | Locatie                                                       | Coördinaten?                 | Nr.?   | Afbeelding                                                         |
| --- | ------------------------- | ------------------------------------------------------------------- | ----------- | ------------------------------------------------------------- | ---------------------------- | ------ | ------------------------------------------------------------------ |
| Pakhuis met getoogde vensters en sierankers | Woonhuis                  | midden 19e eeuw                                                     |             | Koornmarkt 3                                                  | 52° 0' 29" NB, 4° 21' 35" OL | 11809  | Meer afbeeldingen                                                  |
| Pand met eenvoudige lijstgevel | Woonhuis                  | tweede kwart 19e eeuw                                               |             | Koornmarkt 11                                                 | 52° 0' 30" NB, 4° 21' 35" OL | 11810  | Meer afbeeldingen                                                  |
| Pand waarin geprofileerde vensteromlijstingen met koppen in stuc                                                                                          | Werk-woonhuis             | 18e eeuw (pand) derde kwart 19e eeuw (lijstgevel)                   |             | Koornmarkt 13                                                 | 52° 0' 30" NB, 4° 21' 35" OL | 11811  | Meer afbeeldingen                                                  |
| Pand onder schilddak met eenvoudige, gesausde lijstgevel                                                                                                  | Werk-woonhuis             | ca. 1800                                                            |             | Koornmarkt 17                                                 | 52° 0' 30" NB, 4° 21' 34" OL | 11812  | Meer afbeeldingen                                                  |
| Pand onder schilddak met lage bovenverdieping | Woonhuis                  | tweede kwart 19e eeuw                                               |             | Koornmarkt 25                                                 | 52° 0' 30" NB, 4° 21' 34" OL | 11813  | Meer afbeeldingen                                                  |
| Pand met dwars zadeldak tussen puntgevels | Woonhuis                  | tweede kwart 18e eeuw                                               |             | Koornmarkt 27-29                                              | 52° 0' 30" NB, 4° 21' 34" OL | 11814  | Meer afbeeldingen                                                  |
| Pand met dwars zadeldak en gewitte lijstgevel waarin geprofileerde vensteromlijstingen                                                                    | Woonhuis                  | 18e eeuw                                                            |             | Koornmarkt 31                                                 | 52° 0' 31" NB, 4° 21' 34" OL | 11815  | Meer afbeeldingen                                                  |
| Pand onder dwars schilddak, waarin dakvenster | Woonhuis                  | tweede kwart 18e eeuw                                               |             | Koornmarkt 41                                                 | 52° 0' 32" NB, 4° 21' 33" OL | 11816  | Meer afbeeldingen                                                  |
| Pand onder dwars schilddak en met eenvoudige lijstgevel                                                                                                   | Woonhuis                  | tweede kwart 18e eeuw                                               |             | Koornmarkt 45                                                 | 52° 0' 32" NB, 4° 21' 33" OL | 11817  | Meer afbeeldingen                                                  |
| Pand met eenvoudige lijstgevel, boven gewijzigd | Woonhuis                  | 17e eeuw (oorsprong)                                                |             | Koornmarkt 49                                                 | 52° 0' 33" NB, 4° 21' 33" OL | 11818  | Meer afbeeldingen                                                  |
| Hoekpand Nickersteeg met hoge, gepleisterde tuitgevel | Woonhuis                  | 17e eeuw11                                                          |             | Koornmarkt 51                                                 | 52° 0' 33" NB, 4° 21' 33" OL | 11819  | Meer afbeeldingen                                                  |
| Hoekpand Nickersteeg. Pand met brede lijstgevel van vier vensterassen                                                                                     | Woonhuis                  | 18e eeuw                                                            |             | Koornmarkt 53                                                 | 52° 0' 33" NB, 4° 21' 32" OL | 11820  | Meer afbeeldingen                                                  |
| Pand, samengetrokken uit twee huizen | Werk-woonhuis             | voor 1536 laatste kwart 18e eeuw (lijstgevel) ca. 1800 (stoeppalen) |             | Koornmarkt 55-57                                              | 52° 0' 33" NB, 4° 21' 32" OL | 11821  | Meer afbeeldingen                                                  |
| Pand met eenvoudige lijstgevel | Woonhuis                  | eerste helft 19e eeuw                                               |             | Koornmarkt 59-65                                              | 52° 0' 34" NB, 4° 21' 32" OL | 11822  | Meer afbeeldingen                                                  |
| Pand met eenvoudige, gepleisterde lijstgevel | Woonhuis                  | eerste helft 19e eeuw                                               |             | Koornmarkt hoort bij nr 65                                    | 52° 0' 34" NB, 4° 21' 31" OL | 11823  | Pand met eenvoudige, gepleisterde lijstgevel                       |
| Pand met gepleisterde lijstgevel | Woonhuis                  | eerste helft 19e eeuw                                               |             | Koornmarkt 65                                                 | 52° 0' 34" NB, 4° 21' 32" OL | 11824  | Meer afbeeldingen                                                  |
| Museum Paul Tétar van Elven | Welzijn, kunst en cultuur | midden 18e eeuw                                                     |             | Koornmarkt 67                                                 | 52° 0' 34" NB, 4° 21' 32" OL | 11825  | Meer afbeeldingen                                                  |
| Pand met gesausde lijstgevel waarin geprofileerde, houten vensteromlijstingen                                                                             | Woonhuis                  | 18e eeuw                                                            |             | Koornmarkt 69                                                 | 52° 0' 34" NB, 4° 21' 31" OL | 11826  | Meer afbeeldingen                                                  |
| Pand met gepleisterde lijstgevel, waarin geprofileerde houten vensteromlijstingen en geprofileerde vensterdorpels                                         | Woonhuis                  | 17e-18e eeuw                                                        |             | Koornmarkt 71                                                 | 52° 0' 35" NB, 4° 21' 31" OL | 11827  | Meer afbeeldingen                                                  |
| Pand in oorsprong | Woonhuis                  | 16e eeuw (oorsprong)                                                |             | Koornmarkt 73                                                 | 52° 0' 35" NB, 4° 21' 30" OL | 11828  | Meer afbeeldingen                                                  |
| Pand onder zadeldak met eenvoudige, gepleisterde lijstgevel ter breedte van vijf vensterassen                                                             | Woonhuis                  | eerste helft 19e eeuw                                               |             | Koornmarkt 75                                                 | 52° 0' 35" NB, 4° 21' 31" OL | 11829  | Meer afbeeldingen                                                  |
| Den vliegenden hert | Woonhuis                  | ca. 1800                                                            |             | Koornmarkt 77                                                 | 52° 0' 36" NB, 4° 21' 30" OL | 11830  | Meer afbeeldingen                                                  |
| De Handboog | Woonhuis                  | ca. 1550                                                            |             | Koornmarkt 81                                                 | 52° 0' 36" NB, 4° 21' 30" OL | 11831  | Meer afbeeldingen                                                  |
| Hamburch | Woonhuis                  | tweede kwart 18e eeuw                                               |             | Koornmarkt hoort bij nr 85                                    | 52° 0' 36" NB, 4° 21' 30" OL | 11832  | Hamburch                                                           |
| Herenhuis met lijstgevel van drie vensterassen | Werk-woonhuis             | derde kwart 18e eeuw                                                |             | Koornmarkt 85                                                 | 52° 0' 36" NB, 4° 21' 30" OL | 11833  | Meer afbeeldingen                                                  |
| Pand met eenvoudige lijstgevel met onder de kroonlijst gesneden lod                                                                                       | Werk-woonhuis             | derde kwart 18e eeuw                                                |             | Koornmarkt 89                                                 | 52° 0' 37" NB, 4° 21' 30" OL | 11834  | Meer afbeeldingen                                                  |
| Pand met lage bovenverdieping en eenvoudige, gepleisterde lijstgevel                                                                                      | Woonhuis                  | eerste helft 19e eeuw                                               |             | Koornmarkt 91                                                 | 52° 0' 37" NB, 4° 21' 30" OL | 11835  | Meer afbeeldingen                                                  |
| Patriciershuis met lijstgevel ter breedte van drie vensterassen                                                                                           | Woonhuis                  |                                                                     |             | Koornmarkt 93                                                 | 52° 0' 37" NB, 4° 21' 30" OL | 11836  | Meer afbeeldingen                                                  |
| Pand met eenvoudige lijstgevel | Werk-woonhuis             | 18e eeuw                                                            |             | Koornmarkt 97-101                                             | 52° 0' 37" NB, 4° 21' 29" OL | 11837  | Meer afbeeldingen                                                  |
| Diep huis met voorgevel met natuurstenen hoekblokken en muurankers                                                                                        | Werk-woonhuis             | 17e eeuw                                                            |             | Koornmarkt 111 Peperstraat 17                                 | 52° 0' 37" NB, 4° 21' 29" OL | 11838  | Diep huis met voorgevel met natuurstenen hoekblokken en muurankers |
| Hoekpand Breestraat met eenvoudige lijstgevel en schilddak                                                                                                | Werk-woonhuis             | eerste helft 19e eeuw                                               |             | Koornmarkt 2                                                  | 52° 0' 29" NB, 4° 21' 37" OL | 11839  | Meer afbeeldingen                                                  |
| Pand met schilddak en lijstgevel waarin vensters met schuiframen                                                                                          | Woonhuis                  | eerste helft 19e eeuw                                               |             | Koornmarkt 4                                                  | 52° 0' 29" NB, 4° 21' 37" OL | 11840  | Meer afbeeldingen                                                  |
| Synagoge | Kerk en kerkonderdeel     | 1861-'62                                                            | Leon Winter | Koornmarkt 12                                                 | 52° 0' 32" NB, 4° 21' 36" OL | 11841  | Meer afbeeldingen                                                  |
| Pand ter breedte van vijf vensterassen, parterre met verdieping, dwars schilddak                                                                          | Woonhuis                  | derde kwart 19e eeuw                                                |             | Koornmarkt 20A                                                | 52° 0' 33" NB, 4° 21' 34" OL | 11842  | Meer afbeeldingen                                                  |
| Pand ter breedte van drie vensterassen, parterre met verdieping, dwars schilddak                                                                          | Woonhuis                  | derde kwart 19e eeuw                                                |             | Koornmarkt 20F                                                | 52° 0' 33" NB, 4° 21' 35" OL | 11843  | Meer afbeeldingen                                                  |
| Hoekpand Molsteeg waarvan de zijgevel nog de oorspronkelijke moppen toont. Voorgevel onder rechte lijst en gepleisterd. Muurankers. Hoog schilddak. Stoep | Woonhuis                  | 16e eeuw (muurankers)                                               |             | Koornmarkt 32                                                 | 52° 0' 34" NB, 4° 21' 33" OL | 11844  | Meer afbeeldingen                                                  |
| Hoekpand Molsteeg met schilddak en gepleisterde lijstgevel uit eerste helft 19e eeuw                                                                      | Woonhuis                  | 17e eeuw                                                            |             | Koornmarkt 34-38 Molstraat 4-40                               | 52° 0' 35" NB, 4° 21' 34" OL | 11845  | Meer afbeeldingen                                                  |
| Pand met gesausde trapgevel | Woonhuis                  | eerste kwart 17e eeuw (pand) derde kwart 19e eeuw (pui)             |             | Koornmarkt 34-38 Molstraat 4-40                               | 52° 0' 35" NB, 4° 21' 33" OL | 11846  | Meer afbeeldingen                                                  |
| Pand met eenvoudige lijstgevel en schilddak | Woonhuis                  | eerste kwart 19e eeuw                                               |             | Koornmarkt 38 Molstraat 4-40                                  | 52° 0' 35" NB, 4° 21' 33" OL | 11847  | Meer afbeeldingen                                                  |
| Pand met eenvoudige tuitgevel | Woonhuis                  | 18e eeuw                                                            |             | Koornmarkt 40                                                 | 52° 0' 35" NB, 4° 21' 33" OL | 11848  | Meer afbeeldingen                                                  |
| Pand met eenvoudige lijstgevel ter breedte van drie vensterassen                                                                                          | Woonhuis                  | tweede kwart 19e eeuw                                               |             | Koornmarkt 42                                                 | 52° 0' 35" NB, 4° 21' 33" OL | 11849  | Meer afbeeldingen                                                  |
| Pand met eenvoudig lijstgevel en in de vensters van verdieping en zolderverdieping de oorspronkelijke schuiframen                                         | Woonhuis                  | 19e eeuw                                                            |             | Koornmarkt 44                                                 | 52° 0' 35" NB, 4° 21' 33" OL | 11850  | Meer afbeeldingen                                                  |
| Pand met tot lijstgevel gewijzigde trapgevel waarvan de zijkanten ingezwenkt                                                                              | Woonhuis                  | 17e eeuw (pand) derde kwart 19e eeuw (pui)                          |             | Koornmarkt 46                                                 | 52° 0' 35" NB, 4° 21' 32" OL | 11851  | Meer afbeeldingen                                                  |
| Pand met brede lijstgevel ter breedte van vier vensterassen                                                                                               | Woonhuis                  | tweede kwart 19e eeuw                                               |             | Koornmarkt 48                                                 | 52° 0' 36" NB, 4° 21' 33" OL | 11852  | Meer afbeeldingen                                                  |
| Pand onder een schilddak met gepleisterde lijstgevel | Woonhuis                  | eerste helft 19e eeuw                                               |             | Koornmarkt 50                                                 | 52° 0' 36" NB, 4° 21' 32" OL | 11853  | Meer afbeeldingen                                                  |
| Pand met lage bovenverdieping en eenvoudige lijstgevel | Woonhuis                  | midden 19e eeuw                                                     |             | Koornmarkt 52                                                 | 52° 0' 36" NB, 4° 21' 32" OL | 11854  | Meer afbeeldingen                                                  |
| Pand onder schilddak en met eenvoudige lijstgevel | Woonhuis                  | tweede kwart 19e eeuw                                               |             | Koornmarkt 54                                                 | 52° 0' 36" NB, 4° 21' 32" OL | 11855  | Meer afbeeldingen                                                  |
| Het Truweel | Woonhuis                  | 1621 (jaartalsteentjes)                                             |             | Koornmarkt 64                                                 | 52° 0' 37" NB, 4° 21' 31" OL | 11856  | Meer afbeeldingen                                                  |
| Pand onder schilddak en met gepleisterde lijstgevel | Woonhuis                  | eerste helft 19e eeuw                                               |             | Koornmarkt 66                                                 | 52° 0' 37" NB, 4° 21' 31" OL | 11857  | Meer afbeeldingen                                                  |
| Pand achter lijstgevel met middenrisaliet, klossen onder de kroonlijst en geprofileerde vensterdorpels                                                    | Werk-woonhuis             | 19e eeuw                                                            |             | Koornmarkt 66a-68a / Kromstraat 3                             | 52° 0' 37" NB, 4° 21' 31" OL | 11858  | Meer afbeeldingen                                                  |
| Pand met lage bovenverdieping en dwars schilddak | Werk-woonhuis             | ca. 1800                                                            |             | Koornmarkt 80                                                 | 52° 0' 38" NB, 4° 21' 30" OL | 11859  | Meer afbeeldingen                                                  |
| Pand met schilddak en lijstgevel ca | Werk-woonhuis             | derde kwart 19e eeuw                                                |             | Koornmarkt 84 Oude Langendijk 1                               | 52° 0' 39" NB, 4° 21' 30" OL | 11860  | Meer afbeeldingen                                                  |
| Hoekpand Koornmarkt onder een schilddak, dat achter aansluit tegen een puntgevel, eenvoudige lijstgevels                                                  | Woonhuis                  | tweede helft 18e eeuw                                               |             | Koornmarkt 84 / Oude Langendijk 1                             | 52° 0' 39" NB, 4° 21' 30" OL | 12140  | Meer afbeeldingen                                                  |
| Poortgebouw | Opslag                    | 1926                                                                |             | Koornmarkt 22-26                                              | 52° 0' 34" NB, 4° 21' 34" OL | 525238 | Poortgebouw                                                        |
| Garageboxen | Opslag                    | 1926                                                                |             | Koornmarkt garageboxen hoort bij Koornmarkt 22 t/m 26         | 52° 0' 34" NB, 4° 21' 34" OL | 525240 | Garageboxen                                                        |
| Reparatiewerkplaats | Industrie                 | 1926                                                                |             | Koornmarkt reparatiewerkplaats hoort bij Koornmarkt 22 t/m 26 | 52° 0' 34" NB, 4° 21' 34" OL | 525241 | Meer afbeeldingen                                                  |
| Herenhuis, verwant aan art nouveau en het berlagianisme                                                                                                   | Woonhuis                  | 1902                                                                |             | Koornmarkt 37-39                                              | 52° 0' 31" NB, 4° 21' 34" OL | 525305 | Herenhuis, verwant aan art nouveau en het berlagianisme            |
| Voormalig bankgebouw met stoep en hek | Handel en kantoor         | 1897                                                                |             | Koornmarkt 70 / Kromstraat 1                                  | 52° 0' 38" NB, 4° 21' 31" OL | 525306 | Meer afbeeldingen                                                  |